# Liste der Monuments historiques in Vallègue
Die Liste der Monuments historiques in Vallègue führt die Monuments historiques in der französischen Gemeinde Vallègue auf.

## Liste der Bauwerke
| Bezeichnung | Beschreibung | Standort | Kennzeichnung | Schutzstatus | Datum | Bild           |
| ----------- | ------------ | -------- | ------------- | ------------ | ----- | -------------- |
| Schloss     |              | (Lage)   | PA31000059    | Inscrit      | 2003  | weitere Bilder |

## Liste der Objekte
| Bezeichnung | Beschreibung          | Standort                        | Kennzeichnung | Schutzstatus | Datum | Bild |
| ----------- | --------------------- | ------------------------------- | ------------- | ------------ | ----- | ---- |
| Glocke      | Bronze, 1740 gegossen | in der Kirche St-Étienne (Lage) | PM31001022    | Classé       | 1914  |      |